# Discochora yuccae
Discochora yuccae är en svampart som beskrevs av Bissett 1986. Discochora yuccae ingår i släktet Discochora och familjen Botryosphaeriaceae.   Inga underarter finns listade i Catalogue of Life.